# 호송선단 HX 84
호송선단 HX-84은 제2차 세계 대전 대서양 전투 동안 HX 북대서양 호송선단 중 하나였다. 이 호송선단은 노바스코샤주의 핼리펙스 부두에서 출발하여 영국 리버풀에 도착할 예정이었고, 1940년 10월 28일에 무장상선 순양함 HMS 저비스 베이가 동행했다.

## 사건
1940년 11월 5일, 독일 순양함 아드미랄 히퍼가 호송선단을 북위 50° 30′  서경 32° 00′  / 북위 50.500°  서경 32.000°  부근에서 발견하고 공격하기 시작했다. "저비스 베이"의 에드워드 스테판 포가티 페건은 아드미랄 히퍼 공격을 지연시키도록 레이다를 공격하고, 호송선단에서 탈출할 수 있었다. "저비스 베이"는 승무원 190명이 사망하며 격침되었다. 그럼에도 불구하고, 그 함선은 다른 상선들이 흩어질 수 있는 시간을 벌어주었다.
"메이든", "트레웰러드", "켄배미 헤드", "비볼포드", "프랑소"가 침몰하였고 유조선 산 데미트시오가 손상되었으나, 나머지 상선들은 탈출할 수 있었다. "산 데미트시오"는 승무원들에게 버려졌으나, 이틀 후 구명보트에 탑승하던 승무원 중 일부가 여전히 불타고 있으면서 떠 있는 "산 데미트시오"를 발견했다. 그들은 그 함선에 다시 탑승하여 엔진을 키고 부두까지 운전했다. 이 사건은 이후《산 데미트시오 런던》영화 대본의 구성이 되었다.